# Catastrofi d'amore
Catastrofi d'amore è un film di Andreas Dresen del 2002.